# 嫩江站

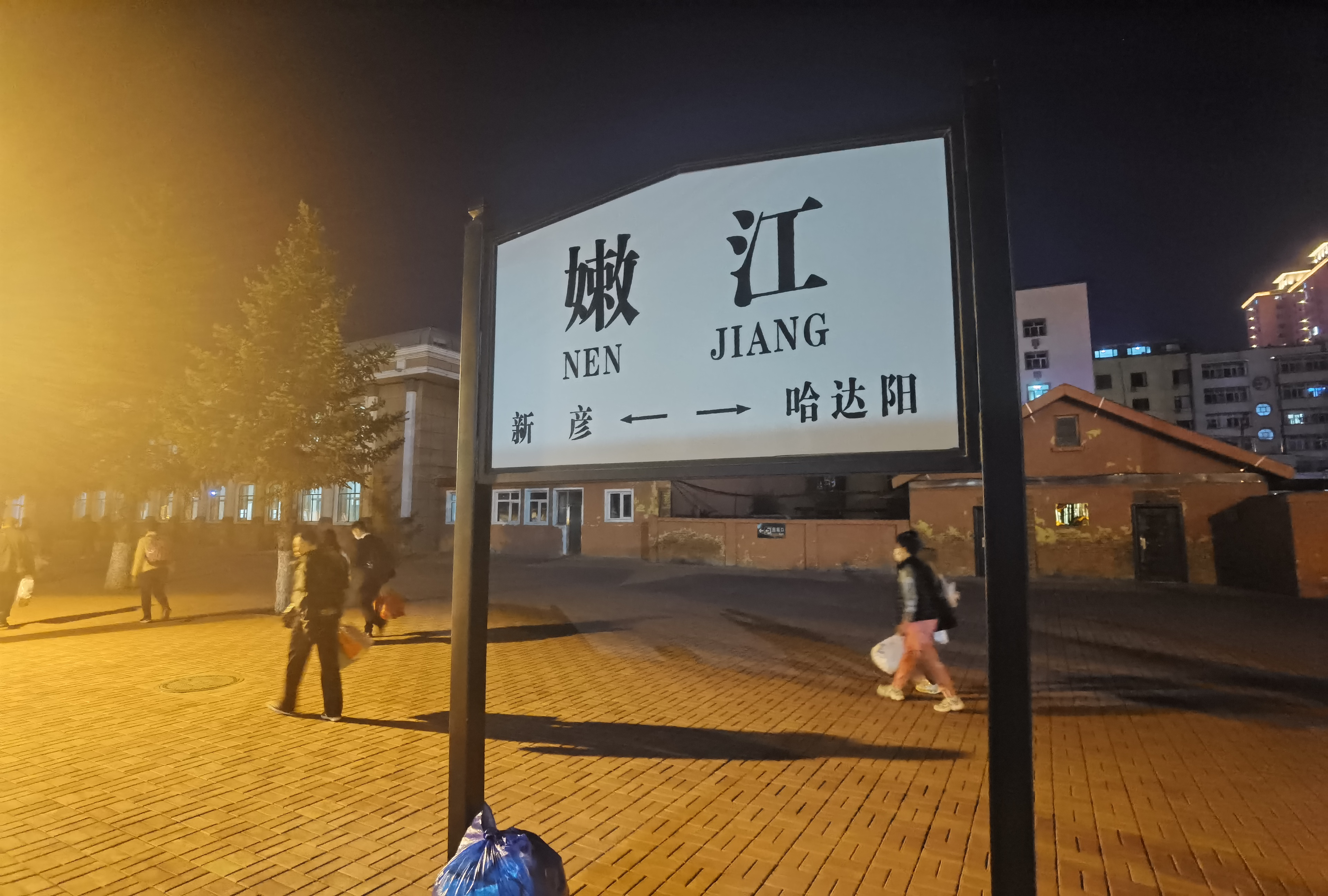
嫩江站站台牌（摄于2023年10月）

嫩江站，位于中华人民共和国黑龙江省黑河市嫩江市嫩江镇，是富西铁路（富嫩段、嫩林段）和嫩江地铁嫩黑铁路上的火车站，由哈尔滨铁路局齐齐哈尔车务段管辖。
嫩江站随富嫩铁路始建于1937年3月，原名墨尔根驿，后改为现名。车站在建成之初设有到发线3条、货物线2条，为尽头站；每天开行一列客货混合列车，货物运输主要以木材为主。1979年，嫩林线全线开通运营，嫩江站由原来的尽头站变为区段站。1989年11月嫩江地铁嫩黑铁路建成通车后，车站设有7条到发线、7条编组线，货场设有5条货物线，另设有专用线18条。
富加铁路工程计划本站至弯道站区间截弯取直，中间设前进站。